# Roger Trigaux
Roger Trigaux (Brussel, 26 oktober 1951 - Brussel, 10 maart 2021) was een Belgisch musicus. Hij was medeoprichter van de groep Univers Zero en later oprichter van zijn eigen band Present. Hij was vooral gitarist, maar nam soms ook toetsen en zang voor zijn rekening.

## Biografie
Trigaux begon eind jaren 1960 met spelen van rockmuziek. In het begin van de jaren 70 ontmoette hij muzikanten als Daniel Denis en Guy Segers, die toen bij Arkham speelden. Met Denis, Segers en Claude Deron richtte hij in 1973 de groep Necronomicon op, waarmee ze eigen composities speelden. Die band evolueerde in 1974 in Univers Zero, aanvankelijk met Denis, Segers, Trigaux, Vincent Motoulle, Patrick Hanappier en John Van Rymenant.  Met Trigaux in de groep verschenen eind jaren 70 twee albums, Univers Zéro (1977, later hernoemd tot 1313) en Heresie (1979), met daarop ook composities van Trigaux.
Trigaux verliet Univers Zero in mei 1979, om zijn eigen groep Present op te richten, met onder meer Alain Rochette, die hij dat jaar had leren kennen. In 1980 verscheen al een eerste album van groep, Triskaidekaphobie. Hoewel niet bekend bij een breed publiek, kreeg hij hiermee toch erkenning binnen de Rock in Opposition-beweging. De volgende jaren werden de opnames gemaakt voor een volgend album, Le Poison Qui Rend Fou, dat had moeten verschijnen bij het Franse label Atem Records, en er waren ook plannen voor een Europese tournee. Na ongeregeldheden met de Franse producer Gérard Nguyen, gingen de albumrelease en de tournee echter niet door. Trigaux had schulden en was hierdoor de muziekscene beu. Hij doekte de groep Present op, en zocht naar eigen zeggen in die periode zijn toevlucht in de alcohol. Ondertussen werd het album opgepikt door Cuneiform Records en kon zo toch verschijnen in 1985.
In 1990 begon hij weer met musiceren. Ondertussen was zijn zoon Réginald Trigaux musicus en gitarist. Ze begonnen samen te spelen, startten samen de groep Present weer op en brachten in 1993 het album C.O.D. Performance uit. Al snel kwamen ze tot de vaststelling dat het spelen als duo niet volstond voor hun werk, en de groep werd weer uitgebreid met bevriende muzikanten. Trigaux bleef nu actief met de band Present, waarmee hij bleef toeren, en waarvan in de loop van de jaren 90 en 2000 nog enkele albums verschenen.
Roger Trigaux overleed op 10 maart 2021 na een slepende ziekte.